# Crinkle Gill
Der Crinkle Gill ist ein Wasserlauf im Lake District, Cumbria, England.
Der Crinkle Gill entsteht östlich des Crinkle Crags. Er fließt in östlicher Richtung bis zu seiner Vereinigung mit dem Buscoe Sike und Browney Gill zum Oxendale Beck.